# Elaeagnus glabra
Elaeagnus glabra — вид квіткових рослин з родини маслинкових (Elaeagnaceae). Поширення: Південно-Центральний і Південно-Східний Китай, Хайнань, Японія, Південна Корея, Тайвань.

## Середовище
Населяє зарості; на висотах приблизно 2200 метрів.

## Біоморфологічна характеристика
Це вічнозелений кущ. Молоді гілки та бруньки зі щільними сріблясто-коричневими лусками. Ніжка листка 7–10 мм; листкова пластинка від еліптичної до оберненояйцеподібної, 5–10 × 2–3 см, знизу частково вкрита коричневими або рідко сріблястими лусками, бічні жилки 6 або 7 з кожного боку середньої жилки, основа тупа або закруглена, верхівка гостра до тупої або закругленої. Суцвіття в пазухах зрілого листя, 2–8 квіток, або іноді поодинокі квіти вздовж довгого пагона. Квітконіжка 3–4 мм. Квітки сріблясто-коричневі. Трубка чашечки 5–6 мм; частки трикутно-яйцеподібні, 2–3 мм. Кістянка червоно-помаранчева, від широкоеліптичної до еліптичної, 1.4–1.8 см. Насіння 1.7–1.8 см. Цвітіння: вересень — листопад; плодіння: квітень і травень.